# Sultan ibn Ahmad
Sultan ibn Ahmad (ur. 1755, zm. 17 listopada 1804)– imam Omanu z dynastii Al Busa’id. Panował 1792–1804. Władzę po nim przejęli wspólnie jego synowie Salim ibn Sultan i Sa’id ibn-Sultan.
1798 i 1800 podpisał układy o współpracy z Wielką Brytanią, co doprowadziło do powstania brytyjskich placówek handlowych na wybrzeżu Omanu i uzależnienie tego kraju od polityki Londynu. W zamian Brytyjczycy pomagali zwalczać tendencje odśrodkowe i bunty.